# Dark Matter (film)
Dark Matter è un film statunitense del 2007 diretto dal regista Shi-Zheng Chen.
Il film è liberamente ispirato alla storia vera di Lu Gang, uno studente cinese di fisica che ha ucciso quattro membri del corpo docente e uno studente presso la University of Iowa. Tuttavia, la storia ha differenze sostanziali nella trama e nella motivazione dei personaggi.

## Trama
Liu Xing, studente umile e geniale, giunge presso la State Valley University con l'aiuto di Joanna Silver. La Silver è un mecenate universitario benestante affascinata dalla cultura cinese e prende in simpatia Liu Xing.
Xing si unisce ad un gruppo selezionato di cosmologia sotto la direzione del suo eroe, il famoso cosmologo Professor Jacob Reiser. Il gruppo lavora ad un modello sulle origini dell'universo, basato sulla teoria dI Reiser. L'enorme talento di Xing lo conduce presto a diventare il pupillo di Reiser: sembra che, solo il duro lavoro si frappone tra lui e un brillante futuro nel campo della scienza.
Xing è ossessionato con lo studio della materia oscura, una sostanza invisibile che permea l'universo: Xing crede che l'universo delle forme sia una teoria in conflitto con il modello di Reiser.
Xing fa nuove scoperte scientifiche che migliorano il modello di Reiser. Sfidando il lavoro del professor Reiser, Liu Xing propone, per la tesi del suo dottorato, l'introduzione della materia oscura costituita da una particella dedotta dalla teoria delle superstringhe nel modello di Reiser. Reiser suggerisce a Xing, che, secondo lui, questo tipo di ricerca è troppo complicato e che dovrebbe scegliere un argomento di tesi più semplice.
Il conflitto tra Reiser e Liu si risolve con l'assunzione da parte di Reiser di un altro assistente: Feng Gang, un altro studente cinese, rivale di Xing dai tempi universitari di Pechino. Il professore Reiser approva la tesi di Feng in funzione del suo modello. La conoscenza di Feng della lingua inglese è di gran lunga superiore ai suoi compagni cinesi, per cui si rifiuta di parlare con loro in mandarino.
Feng cambia il suo nome in Laurence, mentre sua moglie lo cambia con Cindy. Più tardi Laurence e Cindy battezzano loro figlio in una chiesa locale.
Senza il permesso del professor Reiser, Xing pubblica un articolo in una rivista di astronomia. Piccato dal comportamento di Xing, Reiser si rifiuta di accettare sua la tesi e non gli permette di ricevere il dottorato di ricerca.
Alla festa di laurea per gli studenti cinesi, viene annunciata la vittoria di Laurence Feng del premio per la miglior tesi di laurea scientifica dell'università. Joanna Silver esorta il professor Reiser a fare qualcosa per aiutare Liu Xing. Reiser la informa che ha scritto per lui un'ottima raccomandazione.
Convinto che il suo sogno di vincere il Premio Nobel sia del tutto naufragato, Xing trova lavoro nella vendita di prodotti di bellezza. Il suo compagno di stanza si offre di aiutarlo per cercare un lavoro in Cina, ma Xing rifiuta. Passa qualche mese e Xing manda tutti i soldi che ha guadagnato ai suoi genitori, in Cina.
Non più in grado di affrontare l'indignazione, Xing torna al campus. In quel momento Feng si trova in un auditorium, dove sta illustrando una tesi al dipartimento di cosmologia. Infuriato dal modo in cui è stato trattato, Xing prende un revolver del suo cappotto e comincia a sparare. Feng è il primo a cadere con un colpo in faccia. Xing poi si gira verso Reiser e gli spara un proiettile in fronte. Mentre il pubblico, in preda al panico corre verso la porta, Xing riesce a sparare alla schiena al professor Colby. Xing spara al terzo membro della sua commissione mentre sta strisciando sul pavimento. Dopo la sparatoria, Cindy Feng tenta di parlare con Xing, mentre lui se ne va.

## Distribuzione
Il film è uscito, al cinema, in solo tre paesi: negli Stati Uniti l'11 aprile 2008, in Singapore il 24 aprile 2008 e in Messico il 27 marzo 2009. In molti paesi è uscito nel 2009 già in DVD, mentre in altri non è stato distribuito neanche per il mercato degli home video. In Italia è stato distribuito da Eagle Pictures il 15 gennaio 2020 in DVD.

## Incassi
Negli Stati Uniti il film ha incassato 30.591 $ e nel resto del mondo 35.784 $, per un totale di 66.375 $.

## Riconoscimenti
- Premio Alfred P. Sloan 2007